# Подбельский район
Подбельский район — упразднённая административно-территориальная единица в составе Куйбышевского края и Куйбышевской области, существовавшая в 1935—1963 годах. Административный центр — село Подбельск

## Население
По данным переписи 1939 года в Подбельском районе проживало 27 479 чел., в том числе русские — 48,5 %, мордва — 40,9 %, татары — 8,3 %, украинцы — 1,3 %. По данным переписи 1959 года в районе проживало 24 696 чел.

## История
Подбельский район был образован в январе 1935 года в составе Куйбышевского края (с декабря 1936 — области).
По данным 1945 года район включал 11 сельсоветов: Александровский, Антоновский, Больше-Толкайский, Киренский, Красноключевский, Мало-Толкайский, Мочалеевский, Побельский-1, Подбельский-2, Саврушский и Сарбайский.
В январе 1963 года Подбельский район был упразднён.